# Autostrada A391 (Niemcy)
Autostrada A391 (niem. Bundesautobahn 391 (BAB 391) także Autobahn 391 (A391)) – autostrada w Niemczech przebiegająca z północy na południe po terenie Brunszwiku, łączy autostradę A2 z autostradą A39.
Autostrada A391 stanowi zachodnią obwodnicę miasta i dlatego nazywana jest również Westtangente Braunschweig.